# Церковь Дании в Южном Шлезвиге

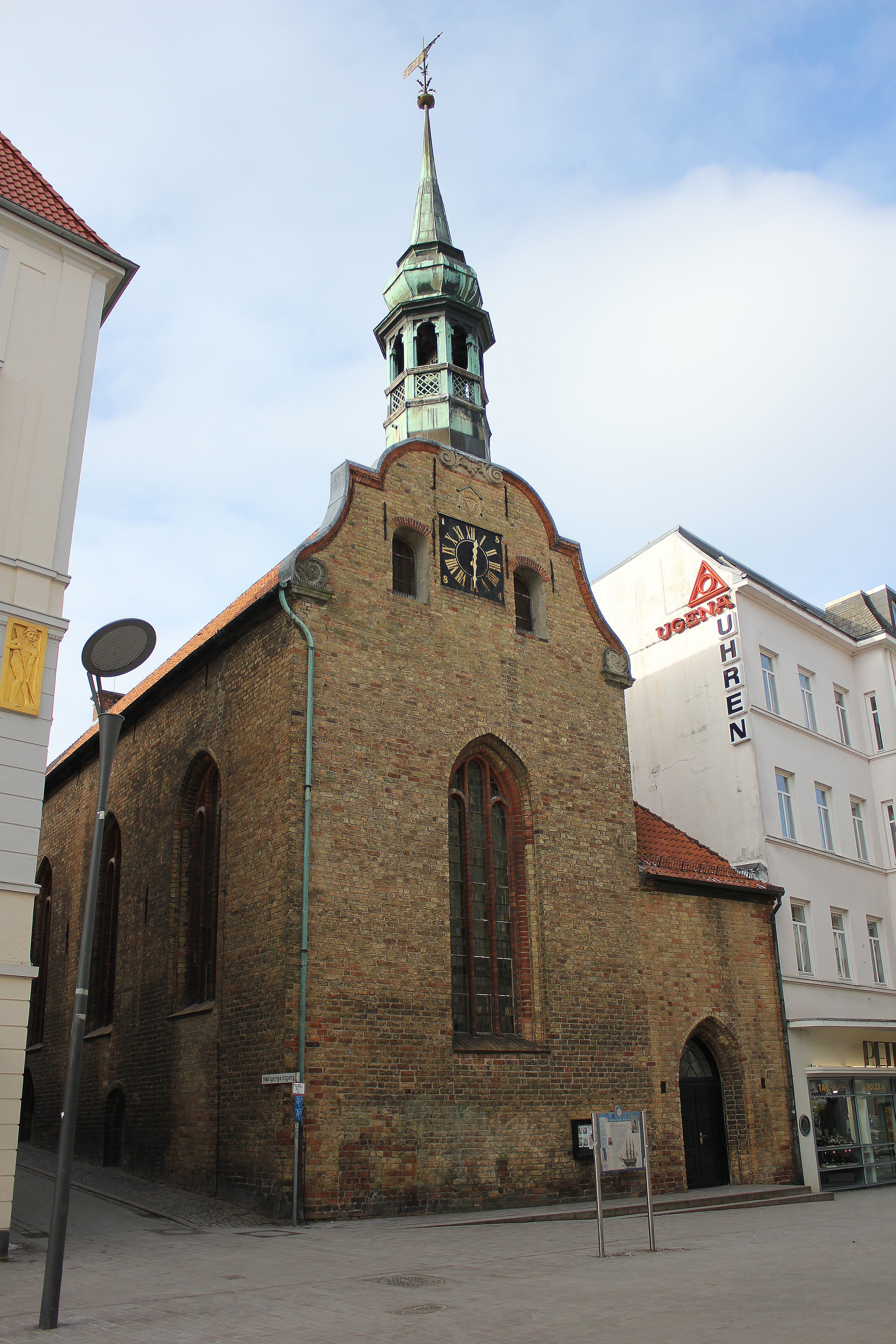
Церковь Святого Духа во Фленсбурге

Церковь Дании в Южном Шлезвиге (нем. Die Dänische Kirche in Südschleswig, дат. Dansk Kirke i Sydslesvig) — евангелическо-лютеранская церковь в Южном Шлезвиге в Северной Германии.
Церковь была основана датским меньшинством Южного Шлезвига и позже была связана с Церковью Дании за рубежом и Церковью Дании. Она разделяет многие либеральные взгляды Церкви Дании, включая поддержку рукоположения женщин и повторного брака после развода.
Сегодня в церкви насчитывается 35 датских общин по всему Южному Шлезвигу. Зарегистрировано всего около 6 500 прихожан, богослужения проводят 24 священника. Центральной церковью является церковь Святого Духа (дат. Helligåndskirken) во Фленсбурге.

## История
После Реформации многие пасторы в Южном Шлезвиге проводили службы на датском языке, хотя некоторые части богослужения должны были проводиться на немецком языке по поручению немецкой лютеранской церкви. В 1905 году было создано «Церковное общество Фленсбурга и его окрестностей» (дат. Kirkeligt Samfund for Flensborg og Omegn) с целью охвата конгрегаций в немецкой лютеранской церкви, основным языком которых был датский. Общество было подвержено критике со стороны официальных лиц, которые считали, что датское меньшинство должно перенимать традиции немецкого общества и его язык.
В 1921 году, после плебисцитов в Шлезвиге 1920 года, Датская церковь во Фленсбурге (дат. Den Danske Menighed i Flensborg) была учреждена как свободная церковь. В последующие годы церковь расширилась и охватила весь Южный Шлезвиг, а в 1959 году ей было присвоено нынешнее название.

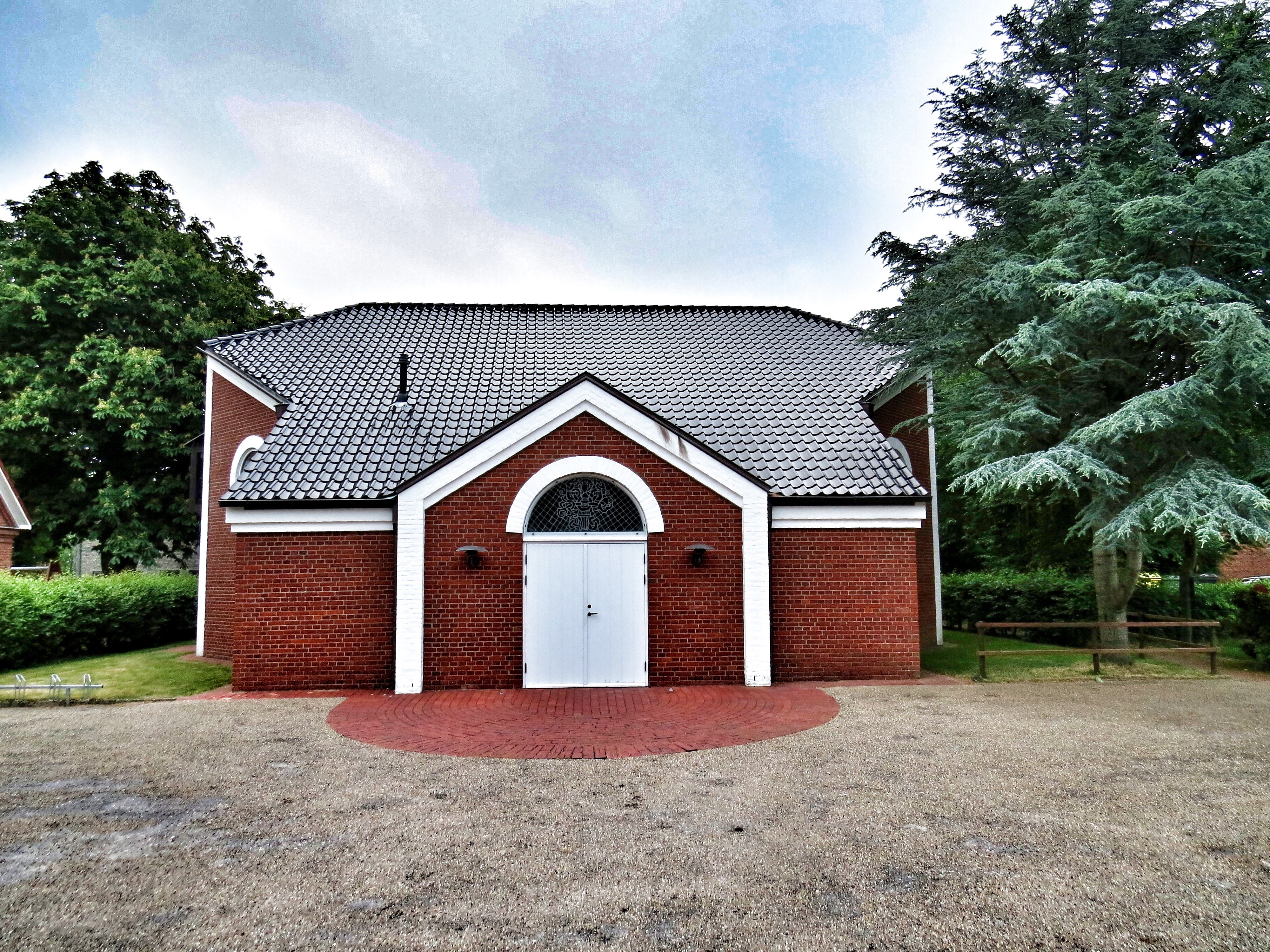
Датская церковь в Хузуме

## Провосты
- Антон Вестергаард-Якобсен, 1950—1962[6]
- Ганс Квист, 1962—1969
- Ингеманн Кристенсен, 1970—1979
- Кристиан Беньямин Карстофт, 1979—1993
- Вигго Якобсен, 1993—2018[7][8]
- Хассе Нельдеберг Йоргенсен, 2019-настоящее время[9]

## Церкви

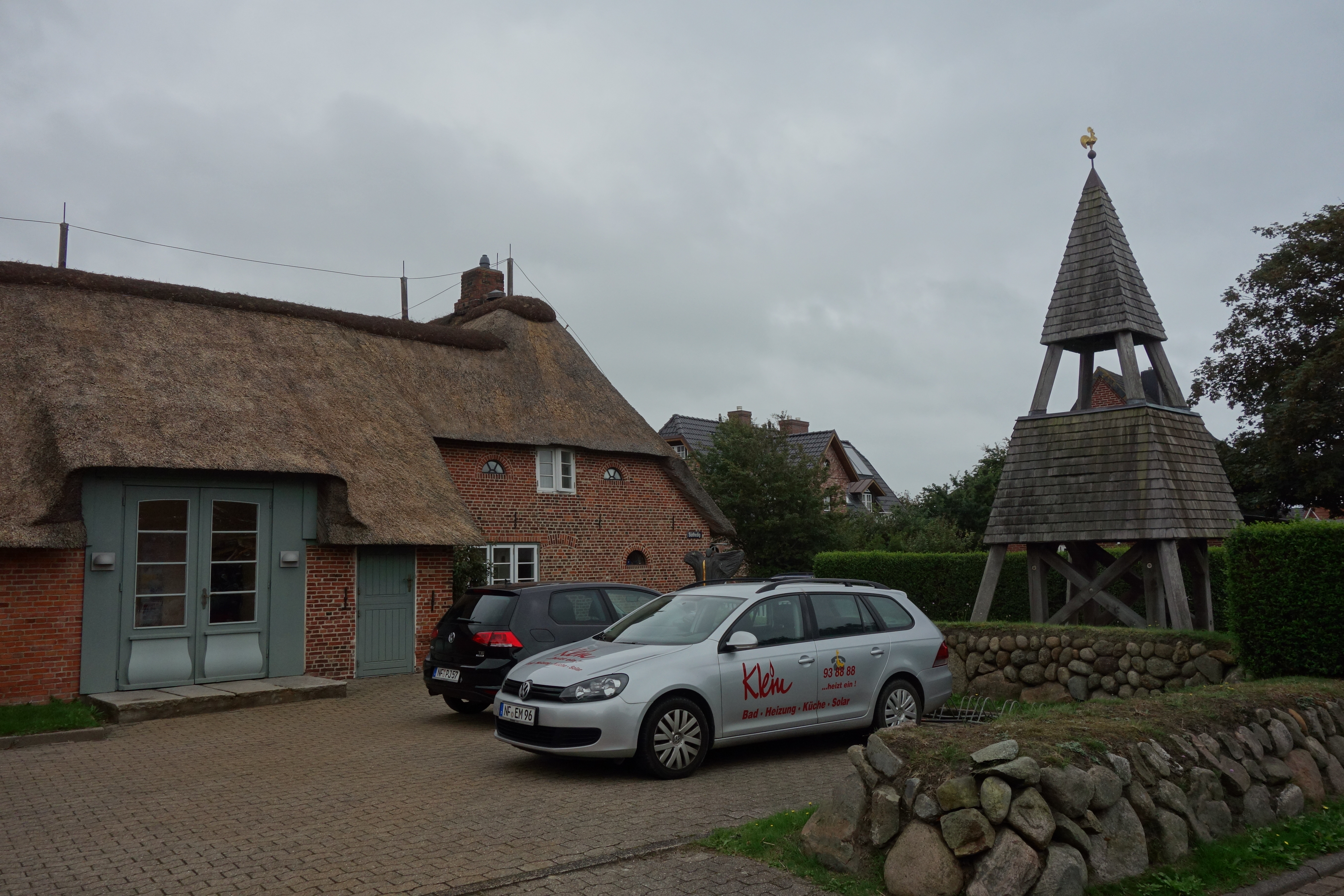
Датская церковь в Вестерланде, остров Зильт

Неполный список церквей Церкви Дании в Южном Шлезвиге:
- Ансгарская церковь
- Церковь Святого Духа (Helligåndskirken)[10]
- Датская церковь Хадерслева[11]
- Датская церковь Хузума
- Датская церковь Яруплунда
- Датская церковь Ликсборга
- Церковь Святого Ганса
- Церковь Святого Йоргена[12]
- Датская церковь Тарпа
- Датская церковь Вестерланда